# Pieśń kryształu
Pieśń kryształu (tyt. oryg. The Crystal Singer) – powieść fantastycznonaukowa amerykańskiej pisarki Anne McCaffrey, będąca pierwszą częścią trylogii opisującej przygody niedoszłej śpiewaczki, Killashandry Ree z planety Fuerte. W serii ukazały się również: Killashandra oraz Kryształowa więź.
Killashandra Ree wstępuje do elitarnego Cechu Heptyckiego, zajmującego się wydobywaniem ballybrańskich kryształów umożliwiających między innymi natychmiastową komunikację bez względu na odległość.